# 樋越優一
樋越 優一（ひごし ゆういち、1993年9月28日 - ）は、北海道網走市出身の元プロ野球選手（捕手）。右投左打。プロでは育成選手であった。

## 経歴

### プロ入り前
小学生の時に地元の野球クラブで野球を始めた。
中学では始め網走市の中学校で軟式野球をしていたが、中学2年の冬に埼玉県の中学校に転校。東京・東練馬シニアで硬式野球をプレーした。
千葉経済大学附属高等学校では3年夏に5番・捕手で出場した第93回全国高等学校野球選手権千葉大会8強が最高で、甲子園への出場経験は無かった。当大会では打率.474を記録し、2011年7月24日に行われた準々決勝、対習志野高等学校戦において、2安打を放つも延長10回サヨナラ負けを喫する。
高校卒業後は、当時父親が監督をしていた東京農業大学北海道オホーツクへ進学。1年生の春から北海道学生野球連盟の公式戦に出場。1学年上に正捕手の先輩がいたため3年時までは代打・一塁手・指名打者での出場が主だったが、北海道六大学リーグでは1年秋に打率.462を記録し、ベストナイン（指名打者）を受賞。4年から正捕手となり春に打率.404、10打点の記録でベストナイン（捕手）、秋に最高殊勲選手を受賞。全国大会には全日本大学野球選手権大会に2度、明治神宮野球大会に1度出場を果たす。
2015年10月22日に行われたドラフト会議で福岡ソフトバンクホークスから育成ドラフト3位指名を受け入団。背番号は132。

### ソフトバンク時代
2016年は、ウエスタン・リーグで3試合出場もヒットは0本。三軍では58試合に出場し、打率.275、13打点。主に5番を打ち、ポジションは指名打者、捕手、三塁手、左翼手などを務めた。
2017年は、二軍公式戦の出場はなく、三軍戦では、65試合に出場し、打率.189、9打点と前年より成績を落とした。ポジションは一塁手での出場が多く、ほかに指名打者、三塁手、左翼手で出場したが、捕手での出場はなかった。
2018年も二軍公式戦出場はなく、10月4日に戦力外通告を受け、現役を引退した。10月31日、自由契約公示。

### 現役引退後
2019年より福岡ソフトバンクホークスのファーム担当スタッフを務める。背番号は106。

## 選手としての特徴・人物
バットコントロール良く打撃センスがあり、長打を打てる捕手。

## 詳細情報

### 年度別打撃成績
- 一軍公式戦出場なし

### 背番号
- 132 （2016年 - 2018年）
- 106 （2019年 - ）